# Oficina Postal de Estados Unidos (Gadsden)
La Oficina Postal de Estados Unidos, también conocida como Edificio Federal y Palacio de Justicia, es un edificio histórico del gobierno ubicado en Gadsden, Alabama, Estados Unidos.

## Historia

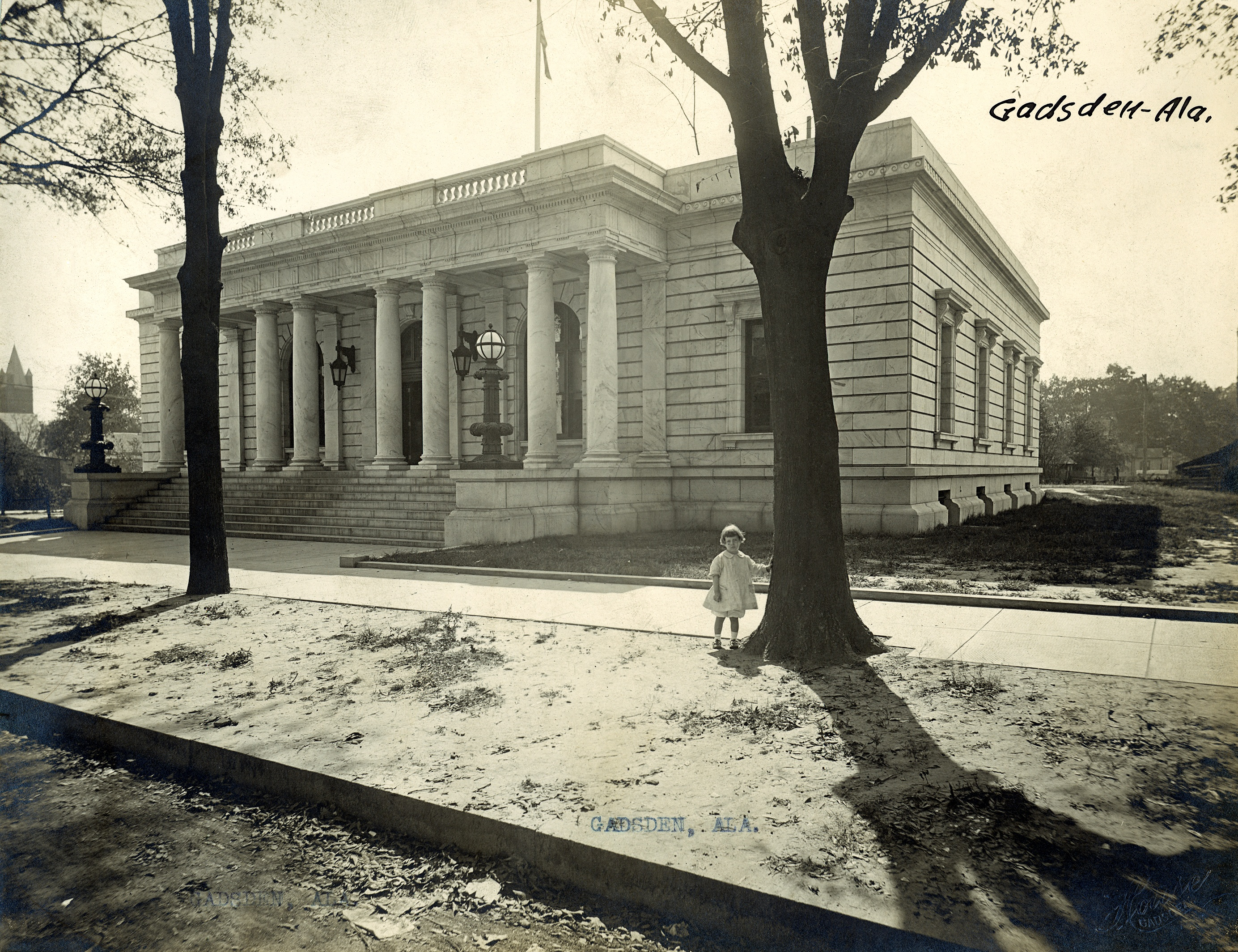
La oficina postal de Gadsden antes de su expansión.

El edificio de estilo Beaux-Arts fue construido en 1909 por arquitectos e ingenieros en la Oficina del Arquitecto Supervisor bajo la dirección de James Knox Taylor. Cuando se completó en 1910, era un edificio de un piso que albergaba instalaciones para el USPS. Solo un año después comenzó la construcción de una adición que agregó dos pisos al edificio, proporcionando espacio para el Tribunal de Distrito de Estados Unidos y otras agencias federales. Esto se completó en 1913, y en 1935-36 se añadió un gran alerón trasero.
La oficina postal se mudó a un nuevo edificio en la década de 1960, y el gobierno desocupó completamente el edificio después de 2012. En 2017, Campbell Development, LLC, una empresa propiedad de los nativos de Gadsden, Anna y Caleb Campbell, compró el edificio. Ahora sirve como un espacio de oficina profesional para una serie de empresas.
El edificio fue incluido en el Registro Nacional de Lugares Históricos el 3 de junio de 1976.